# Sfinții Martiri de la Tartu
Sfinții Martiri de la Tartu ai Bisericii Ortodoxe Estoniene se referă la sfinții Platon Kulbuș, Episcop de Tallinn, Nikolai Stefanovici Bejanițchi și Mihail Ivanovici Bleive, protopopi. Cei trei au fost personalități religioase foarte importante în comunitatea ortodoxă estonă din Imperiul Rus. Platon Kulbuș este considerat primul mare sfânt ortodox eston, depunând eforturi semnificative pentru promovarea religiei în rândurile nației sale, la acel moment predominant luterană. 
Cei trei au fost activi în Sankt Petersburg, Gubernia Estonia și Gubernia Livonia în perioada premergătoare și în timpul Primului Război Mondial. În timpul Revoluției Ruse au fost capturați de forțele bolșevice și închiși la Tartu, împreună cu alte personalități religioase (atât ortodoxe cât și luterane). După eliberarea orașului în timpul Războiului de Independență al Estoniei în 1919 trupurile lor au fost descoperite mutilate, fiind uciși de bolșevicii în retragere. 
Martirii de la Tartu au fost canonizați în anul 2000 de către Biserica Ortodoxă Rusă și Patriarhia Ecumenică de Constantinopol. Sunt sărbătoriți la data de 1 ianuarie, cea la care au fost uciși. Moaștele sfinților Bleive și Bejanițchi se află la Catedrala Adormirii Maicii Domnului din Tartu, unde cei doi au slujit împreună, iar cele ale sfântului Kulbuș la Catedrala Schimbării la Față din Tallinn.